# Гарбузовский сельский совет (Зборовский район)
Гарбузовский сельский совет (укр. Гарбузівська сільська рада) — входит в состав
Зборовского района
Тернопольской области
Украины.
Административный центр сельского совета находится в 
с. Гарбузов.

## История
- 1939 — дата образования.

## Населённые пункты совета
- с. Гарбузов
- с. Манаев